# マーク・レイノルズ (野球)
マーク・アンドリュー・レイノルズ（Mark Andrew Reynolds, 1983年8月3日 - ）は、アメリカ合衆国ケンタッキー州パイク郡パイクビル出身の元プロ野球選手（一塁手または三塁手）。右投右打。愛称はシェリフ（Sheriff）。

## 経歴

### プロ入り前
バージニアビーチにあるファーストコロニアル高等学校や進学したバージニア大学では遊撃手としてプレー。

### プロ入りとダイヤモンドバックス時代

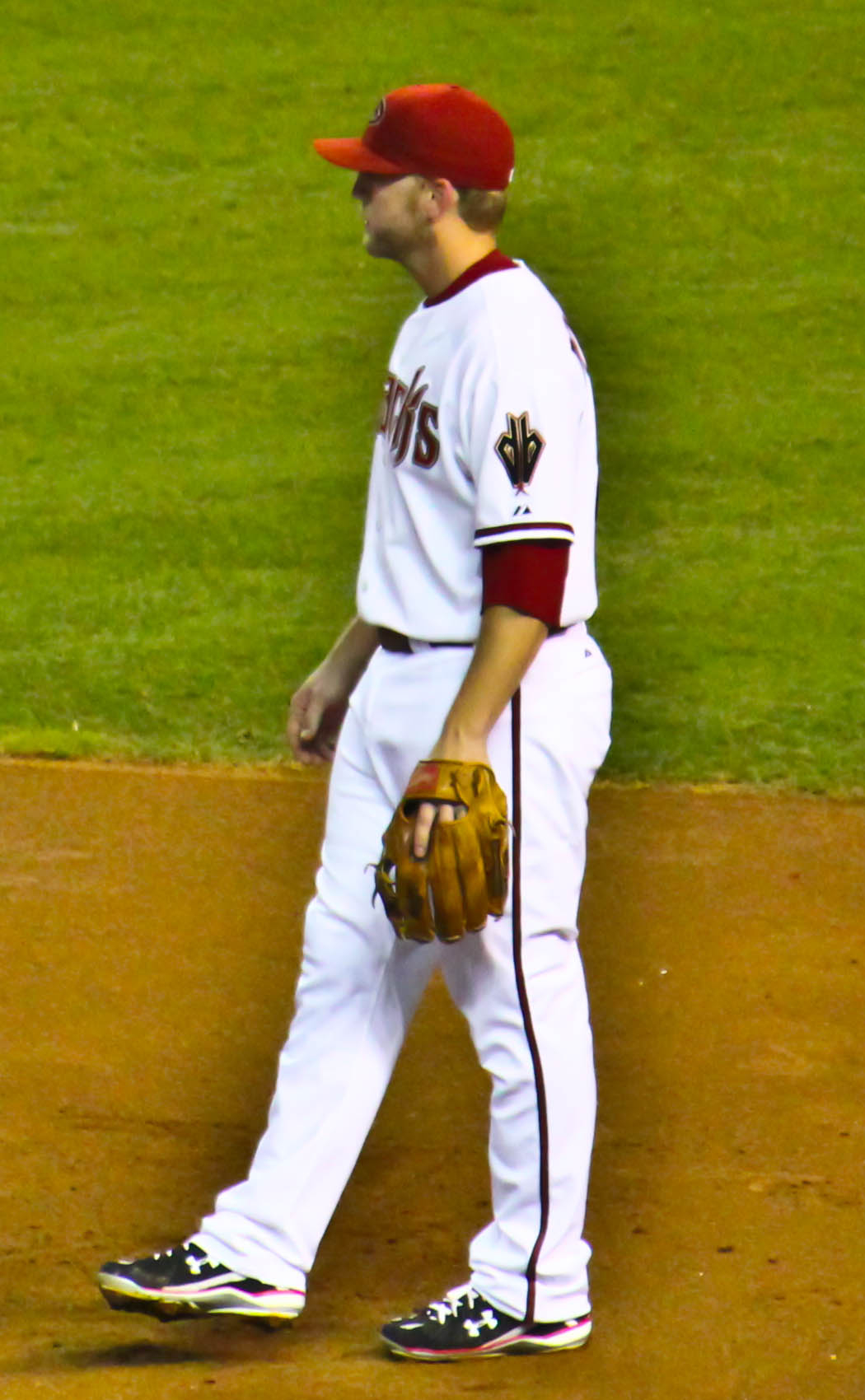
アリゾナ・ダイヤモンドバックス時代
（2010年6月21日）

2004年のMLBドラフト16巡目（全体476位）でアリゾナ・ダイヤモンドバックスから指名され、プロ入り。
2007年、チャド・トレーシーが故障したことに伴ってAA級モービル・ベイベアーズからメジャーへ昇格し、5月16日のコロラド・ロッキーズ戦でメジャーデビューを果たした。その後レイノルズは最初の15試合で14得点する活躍を見せた。この年はナショナルリーグの新人として3位となる129三振を喫したが、同4位の62打点、同6位タイの17本塁打、また打率は.279という数字を残した。ナショナルリーグ西部地区優勝を果たしたダイヤモンドバックスは、10月3日、中部地区優勝を果たしたシカゴ・カブスとディビジョン・シリーズで対戦。レイノルズはこの試合に先発出場を果たし、7回にカルロス・マーモルから決勝本塁打を放ち、ダイヤモンドバックスが3対1で勝利した。
2008年は9月25日のセントルイス・カージナルス戦でジョエル・ピネイロからシーズン200個目の三振を喫した。これは2007年にライアン・ハワードが記録した199三振を更新するメジャー記録となり、またメジャー史上初のシーズン200三振を喫した打者となった。結局レイノルズはこの年204三振でシーズンを終えた。またこの年は三塁手としてメジャー最多失策34、最低守備率.904を記録し、リーグ最多失策35個を記録した。この年はメジャーリーグのハワードの前の三振記録（195個）保持者であったアダム・ダンが短期間だがチームメイトになっていて、目の前で新記録を達成してしまっている。また、2008年は三振試合数が120試合で65試合で2つ以上の三振を記録するマルチ三振試合を記録。これは当時の歴代ワースト記録だった。
2009年のオールスターで5人の候補の中から「33人目の選手」を選ぶインターネットによるファン投票で、レイノルズは地元アリゾナ州選出のジョン・マケイン連邦上院議員からの推薦もあったが、投票の結果はシェーン・ビクトリーノ、パブロ・サンドバルに次いで3位に終わった。8月29日のヒューストン・アストロズ戦の試合前に「ルイス・ゴンザレス感謝ナイト」が催され、ゴンザレスは現役引退を表明し、デリック・ホール球団社長の補佐に就くことを表明。レイノルズはこの試合でゴンザレスに次いで球団史上2人目となるシーズン40本塁打を達成。最終的に44本塁打を記録した一方で、史上初の2年連続200三振、シーズン通算で歴代最多の223三振と自身のメジャーワースト記録を更新した。だが、本人は気にすることはなく、「それがどうしたっていうのさ。今日はチームが勝ったし、僕も打点が100になった。こんないい日はない」とコメントしている。さらに2009年は64試合でマルチ三振し、三振試合数は128試合にもなり当時の歴代ワースト記録であった。そのうえ、1試合3個以上の三振を26試合も記録し、これは現在も歴代ワースト1位であり、リーグ最多の24個の失策を記録した。また、この年は盗塁を24個記録している。
2010年は、2年連続で30本塁打と80打点以上の数字を残し、自己ベストの83四球（うち敬遠は7個）を選んだが、シーズン通じて低打率の状態が続き、最終的に規定打席に到達したものの、ナショナルリーグで唯一、メジャーリーグ全体でも2人しかいない、打率は.200未満となってしまった（.198、もう一人の打率.200未満はタンパベイ・レイズのカルロス・ペーニャ）。また、レイノルズが初めて規定打席に到達して以来、史上初の3年連続シーズン200三振以上も記録した。さらに2010年は118試合で三振し、66試合でマルチ三振を記録して自らのマルチ三振試合数記録も更新した。23試合で1試合3個以上の三振も記録している。これは歴代ワースト3位の記録である。

### オリオールズ時代

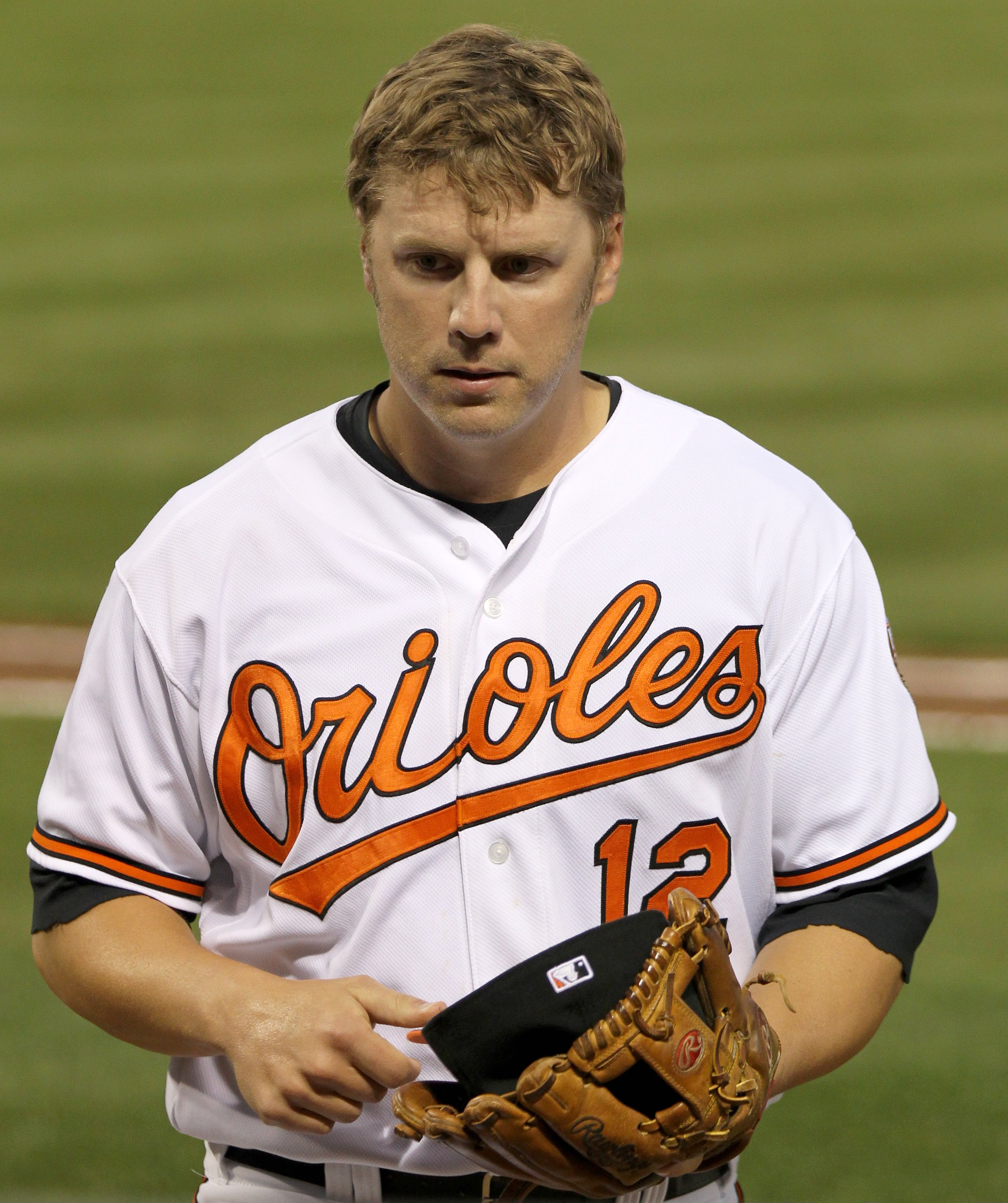
ボルチモア・オリオールズ時代
（2011年4月6日）

2010年12月6日にデビッド・ヘルナンデス、キャム・ミコライオとのトレードで、ボルチモア・オリオールズへ移籍した。
2011年も相変わらずの低打率であったが三振数は4年ぶりに200を下回り、連続200三振の記録はストップさせるも、マルチ三振は64試合、さらに115試合で三振を記録した。本塁打はリーグ4位の37本だったが、打撃成績を改善させた一方で、三塁手として両リーグワーストの守備防御点-29、リーグ三塁手最多失策26個を叩きだすなど守備では足を引っ張り、終盤は一塁に回されるも、リーグ最多失策となる31個を記録した。
2012年は故障の影響もあり、135試合の出場に留まるが打率は前年並みで23本塁打を記録。その内15本を8月以降に放った。盗塁はわずか1つだったが、出塁率は向上した。しかし、三振数は出場試合数以上に多く、リーグワースト7位の159三振を記録してしまい、この年、史上最速のキャリアわずか6年で通算1000三振も記録している。また、ポストシーズンでは出場6試合で打率.136、安打3本で打点はわずか1。本塁打0本で三振を10個と結果が出せなかった。高年俸がネックとなり、オフの11月30日に年俸調停を申請されずにFAとなった。

### インディアンス時代

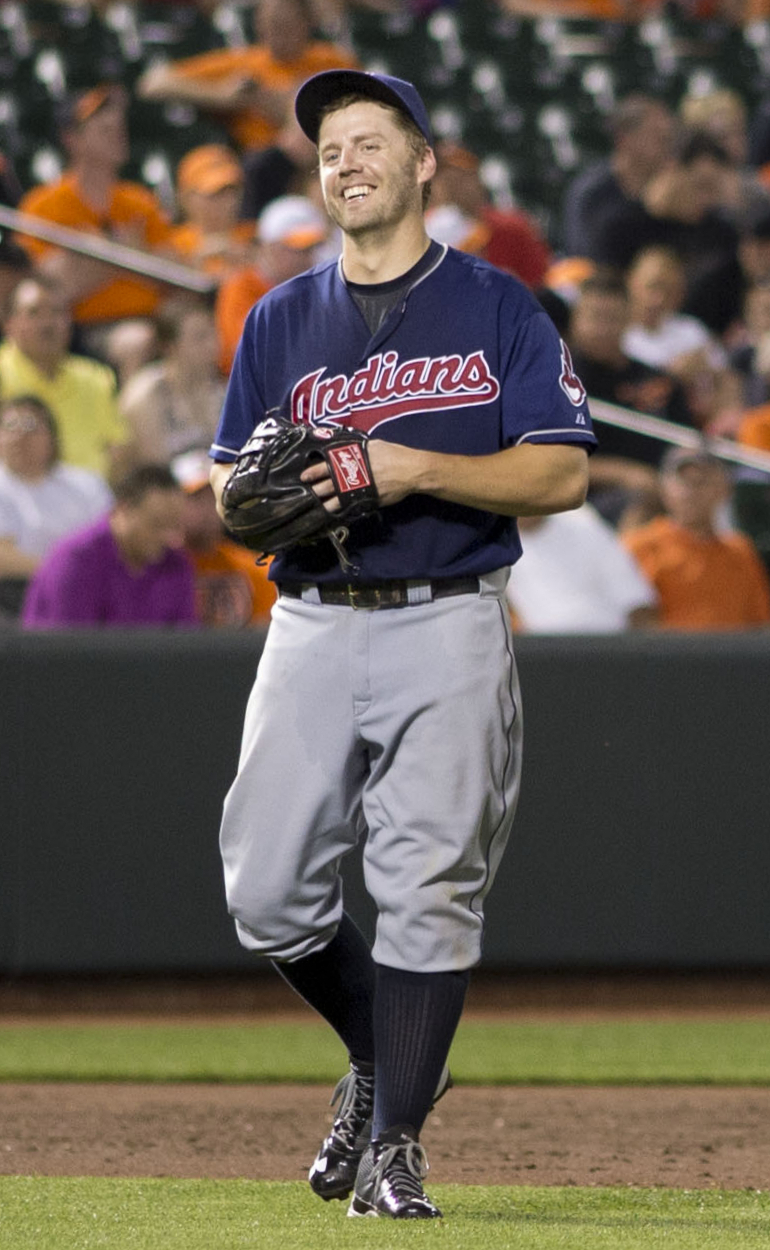
クリーブランド・インディアンス時代
（2013年6月24日）

2012年12月18日に年俸600万ドル（出来高150万ドル）の1年契約でクリーブランド・インディアンスへ移籍した。
2013年、インディアンスでは一塁、三塁、DHの3役割でコンスタントに出場。99試合の出場で15本塁打を放ったが、打率.215・123三振と粗さは相変わらずであった。守備は、一塁の41試合で3失策・守備率.991・DRS - 7、三塁の40試合で6失策・守備率.918・DRS -8という成績で、こちらも相変わらずの拙守だった。8月8日にDFAとなり、12日に自由契約となった。

### ヤンキース時代

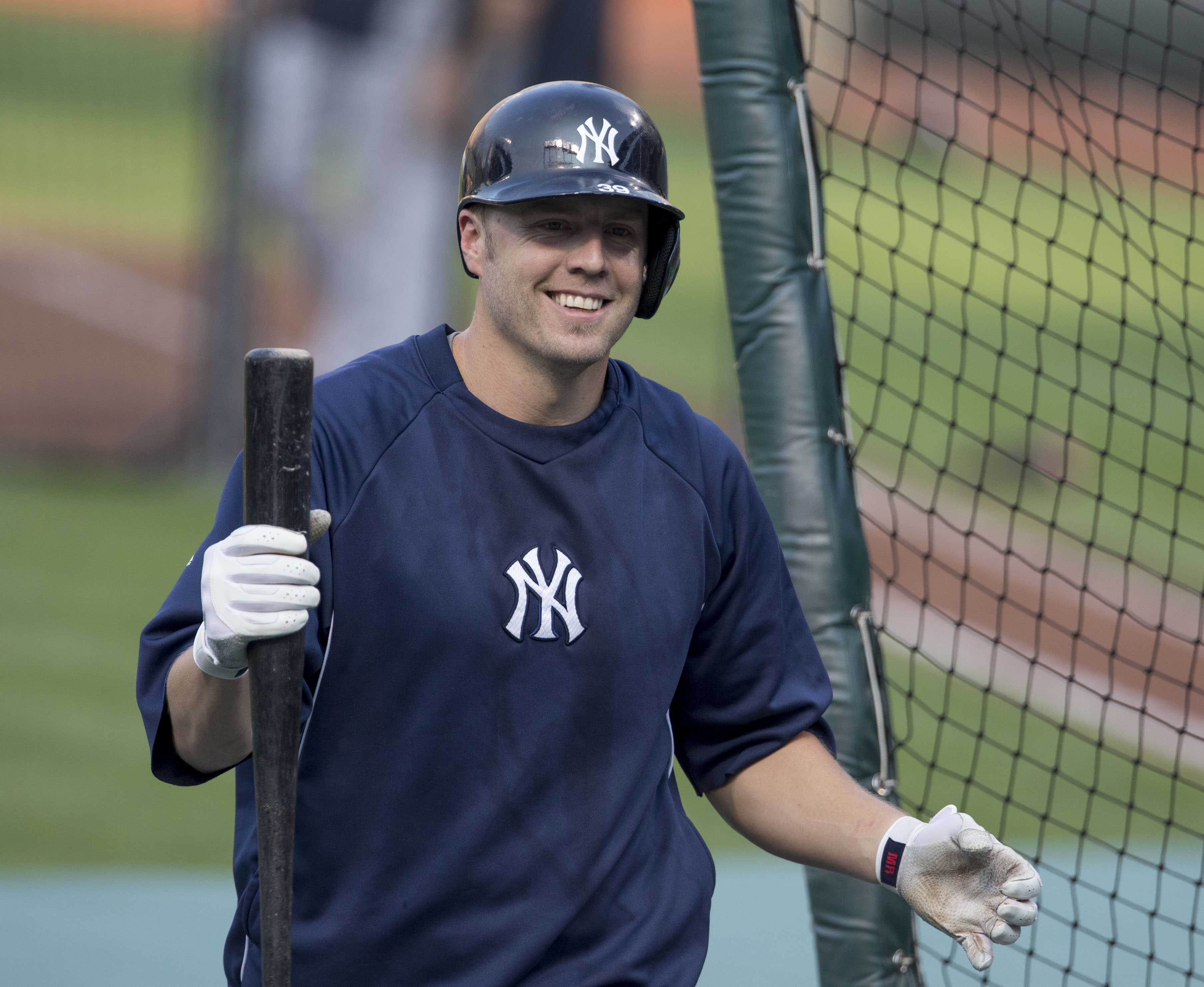
ニューヨーク・ヤンキース時代
（2013年9月10日）

2013年8月15日にニューヨーク・ヤンキースと契約。ヤンキースでは、一塁手をメインに三塁手も守り、36試合に出場。打率.236・6本塁打・19打点・OPS0.755という成績を残し、インディアンス時代よりはやや調子を上げた。同様に守備の調子も上がり、一塁（24試合）では1失策・守備率.995・DRS + 2、三塁では14試合で1失策・守備率.963・DRS + 2という安定した成績だった。オフの10月31日にFAとなった。

### ブルワーズ時代
2014年1月17日にミルウォーキー・ブルワーズとマイナー契約を結び、3月28日にメジャー契約を結んだ。オフにFAとなった。

### カージナルス時代
2014年12月12日にカージナルスと1年契約で合意した。
2015年11月2日にFAとなった。

### ロッキーズ時代

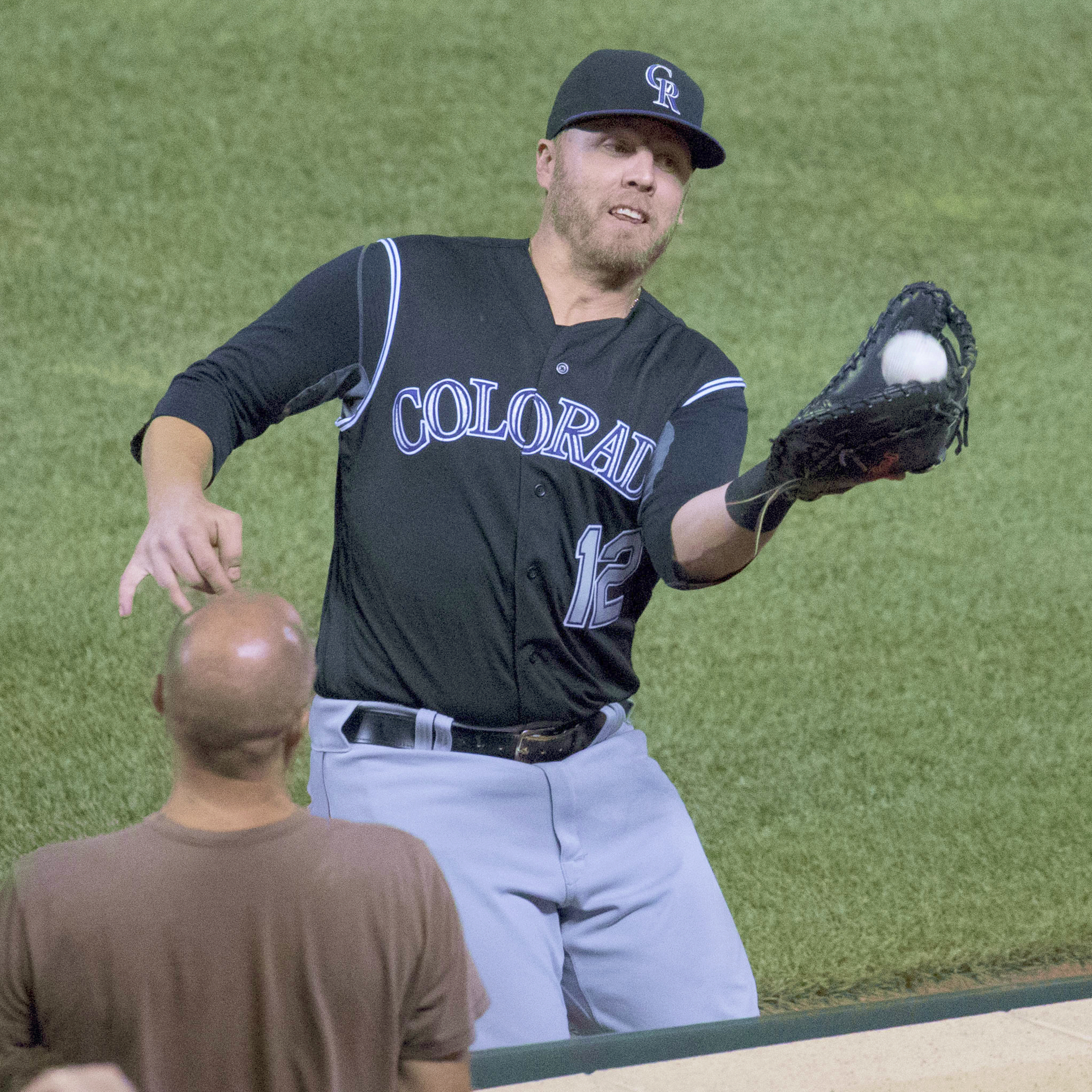
コロラド・ロッキーズ時代
（2016年7月25日）

2015年12月16日にロッキーズと1年契約を結んだ。
2016年11月3日にFAとなった。
2017年2月2日にロッキーズとマイナー契約で再契約し、スプリングトレーニングに招待選手として参加することになった。3月26日にメジャー契約を結んで40人枠入りした。同年は打撃が復調し、2011年以来となる30本塁打を記録した。また、通算三振数が歴代18位にランクインされた。オフの11月2日にFAとなった。

### ナショナルズ時代
2018年4月12日にワシントン・ナショナルズとマイナー契約を結んだ。傘下のAAA級シラキュース・チーフスで10試合に出場後、5月12日にライアン・ジマーマンが故障者リスト入りしたことに伴ってメジャー契約を結んでアクティブ・ロースター入りした。ナショナルズでのデビューとなった翌13日のダイヤモンドバックス戦では「5番・一塁手」で先発出場すると、4打数3安打、2本塁打3打点の活躍を見せ、このカードのスウィープに貢献した。オフの10月29日にFAとなった。

### ロッキーズ復帰
2019年1月30日にロッキーズとマイナー契約を結び、スプリングトレーニングに招待選手として参加することになった。3月26日にメジャー契約を結んで40人枠入りした。7月21日にDFAとなり、26日に自由契約となった。
2020年4月9日に現役引退を表明した。

## 選手としての特徴
2009年には44本塁打を記録した長距離砲だが、2008年には当時のメジャーリーグ新記録となるシーズン204三振を喫し、シーズン200三振を超えた史上初の選手となった。以後3年連続200三振、4年連続最多三振を記録し、2009年には自らの持つシーズン最多三振記録を223に更新した経験もあるほど三振が多く、バットコントロールは粗い。また四球もあまり選ばないため、出塁率もあまり高くはない。速球に強いがスライダーにはとても弱い。

## 詳細情報

### 年度別打撃成績
| 年 度     | 球 団     | 試 合 | 打 席 | 打 数 | 得 点 | 安 打 | 二 塁 打 | 三 塁 打 | 本 塁 打 | 塁 打 | 打 点 | 盗 塁 | 盗 塁 死 | 犠 打 | 犠 飛 | 四 球 | 敬 遠 | 死 球 | 三 振 | 併 殺 打 | 打 率 | 出 塁 率 | 長 打 率 | O P S |
| --------- | --------- | ----- | ----- | ----- | ----- | ----- | -------- | -------- | -------- | ----- | ----- | ----- | -------- | ----- | ----- | ----- | ----- | ----- | ----- | -------- | ----- | -------- | -------- | ----- |
| 2007      | ARI       | 111   | 414   | 366   | 62    | 102   | 20       | 4        | 17       | 181   | 62    | 0     | 1        | 1     | 5     | 37    | 4     | 5     | 129   | 5        | .279  | .349     | .495     | .843  |
| 2008      | ARI       | 152   | 613   | 539   | 87    | 129   | 28       | 3        | 28       | 247   | 97    | 11    | 2        | 1     | 6     | 64    | 0     | 3     | 204   | 10       | .239  | .320     | .458     | .779  |
| 2009      | ARI       | 155   | 662   | 578   | 98    | 150   | 30       | 1        | 44       | 314   | 102   | 24    | 9        | 0     | 3     | 76    | 3     | 5     | 223   | 8        | .260  | .349     | .543     | .892  |
| 2010      | ARI       | 145   | 596   | 499   | 79    | 99    | 17       | 2        | 32       | 216   | 85    | 7     | 4        | 0     | 5     | 83    | 7     | 9     | 211   | 8        | .198  | .320     | .433     | .753  |
| 2011      | BAL       | 155   | 620   | 534   | 84    | 118   | 27       | 1        | 37       | 258   | 86    | 6     | 4        | 0     | 4     | 75    | 2     | 7     | 196   | 11       | .221  | .323     | .483     | .806  |
| 2012      | BAL       | 135   | 538   | 457   | 65    | 101   | 26       | 0        | 23       | 196   | 69    | 1     | 3        | 0     | 2     | 73    | 2     | 6     | 159   | 19       | .221  | .335     | .429     | .763  |
| 2013      | CLE       | 99    | 384   | 335   | 40    | 72    | 8        | 0        | 15       | 125   | 48    | 3     | 0        | 0     | 3     | 43    | 1     | 3     | 123   | 7        | .215  | .307     | .373     | .680  |
| 2013      | NYY       | 36    | 120   | 110   | 15    | 26    | 6        | 0        | 6        | 50    | 19    | 0     | 1        | 0     | 0     | 8     | 0     | 2     | 31    | 2        | .236  | .300     | .455     | .755  |
| '13計     | NYY       | 135   | 504   | 445   | 55    | 98    | 14       | 0        | 21       | 175   | 67    | 3     | 1        | 0     | 3     | 51    | 1     | 5     | 154   | 9        | .220  | .306     | .393     | .699  |
| 2014      | MIL       | 130   | 433   | 378   | 47    | 74    | 9        | 0        | 22       | 149   | 45    | 5     | 1        | 1     | 4     | 47    | 3     | 3     | 122   | 8        | .196  | .287     | .394     | .681  |
| 2015      | STL       | 140   | 432   | 382   | 35    | 88    | 21       | 2        | 13       | 152   | 48    | 2     | 3        | 0     | 2     | 44    | 2     | 4     | 121   | 10       | .230  | .315     | .398     | .713  |
| 2016      | COL       | 118   | 441   | 393   | 61    | 111   | 24       | 0        | 14       | 177   | 53    | 1     | 2        | 0     | 2     | 42    | 1     | 4     | 112   | 6        | .282  | .356     | .450     | .806  |
| 2017      | COL       | 148   | 593   | 520   | 82    | 139   | 22       | 1        | 30       | 253   | 97    | 2     | 1        | 0     | 3     | 69    | 0     | 1     | 175   | 12       | .267  | .352     | .487     | .839  |
| 2018      | WSH       | 86    | 235   | 206   | 26    | 51    | 8        | 0        | 13       | 98    | 40    | 0     | 0        | 0     | 3     | 24    | 1     | 2     | 64    | 8        | .248  | .328     | .476     | .803  |
| 2019      | COL       | 78    | 162   | 135   | 13    | 23    | 7        | 0        | 4        | 42    | 20    | 2     | 0        | 0     | 3     | 22    | 0     | 2     | 57    | 3        | .170  | .290     | .311     | .601  |
| MLB：13年 | MLB：13年 | 1688  | 6243  | 5432  | 794   | 1283  | 253      | 14       | 298      | 2458  | 871   | 64    | 31       | 3     | 45    | 707   | 26    | 56    | 1927  | 117      | .236  | .328     | .453     | .780  |

- 各年度の太字はリーグ最高、赤太字はMLB最高。

### 記録
- 40-20（44本塁打24盗塁）（2009年）
- 3年連続30本塁打（2009年 - 2011年）
- MLB史上初のシーズン200三振（2008年）
- シーズン最多三振記録：223個（2009年）
- 3年連続200三振（2008年 - 2010年）※2年連続の時点で史上初
- 4年連続190三振以上（2008年 - 2011年）※3年連続の時点で史上初
- リーグ最多三振：4回（2008年 - 2011年）
- リーグ三塁手最多失策：2回（2008年、2011年）
- リーグ最多失策：3回（2008年 - 2009年、2011年）
- シーズン三振試合数：128試合（2009年）※現在の1位はアダム・ダンの134試合
- シーズンマルチ三振試合：66試合（2010年）
- シーズン1試合3個以上の三振：26試合（2009年）
- 通算1000三振：6年（歴代最速）

### 背番号
- 27（2007年 - 2010年）
- 12（2011年 - 2013年途中、2015年 - 2017年、2019年）
- 39（2013年途中 - 同年終了）
- 7（2014年）
- 14（2018年）